# Beker van de keizer

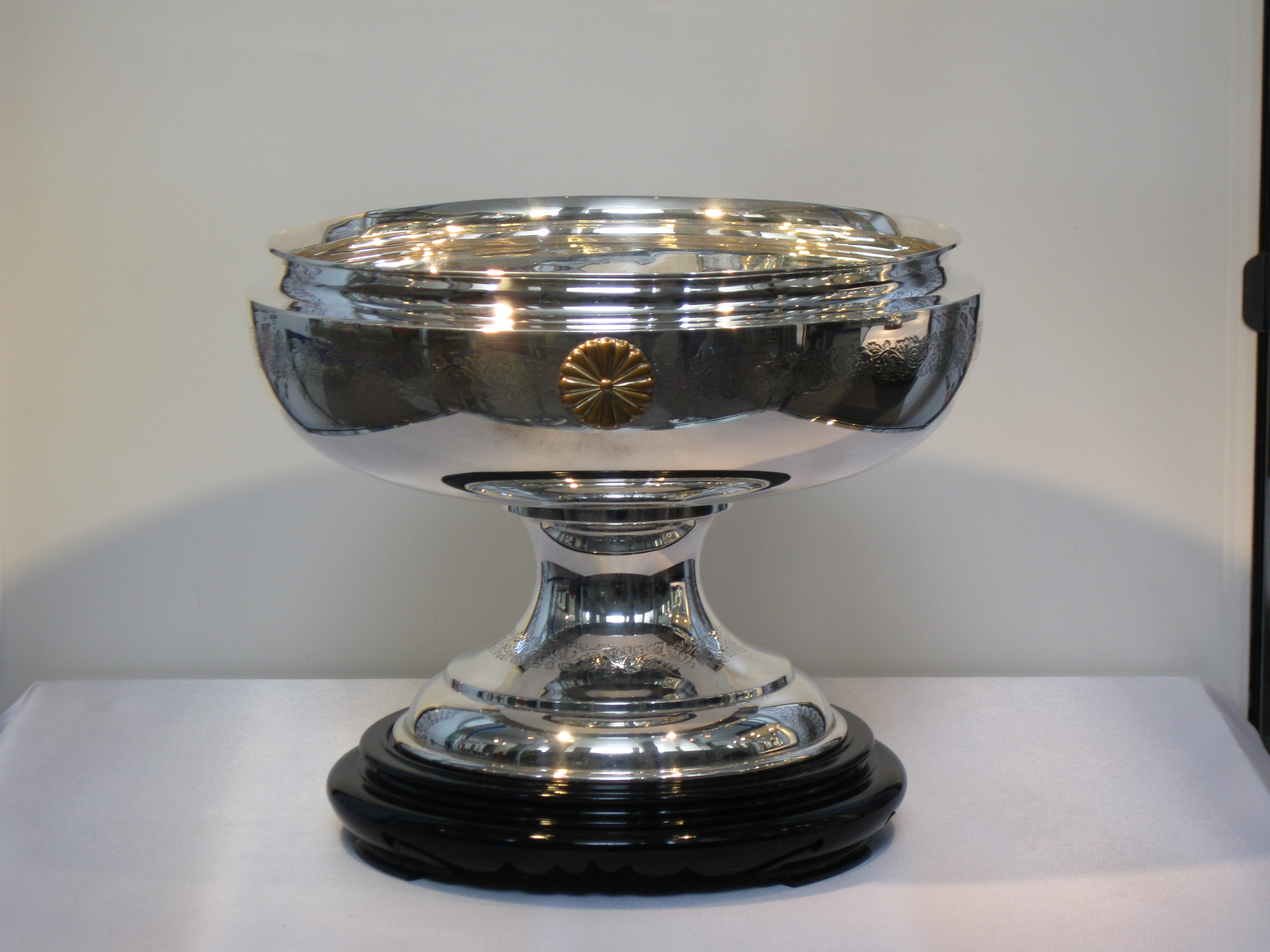
De beker zelf

De beker van de keizer is de nationale beker voor voetbalclubs uit Japan. De officiële naam is 天皇杯全日本サッカー選手権大会 (Tennōhai Zen Nippon Sakkaa Senshuken Taikai; Engels: The Emperor's Cup All-Japan Soccer Championship Tournament, of kortweg 天皇杯 (Tennōhai; Emperor's Cup).
De Emperor's Cup is de langstlopende competitiebeker van Japan. De beker bestond al voor de oprichting van de verschillende voetbalcompetities in Japan. Er werd voor het eerst in 1921 om de beker gespeeld.
Tot aan de Tweede Wereldoorlog konden ook clubs uit de toenmalige Japanse overzeese gebiedsdelen zoals Mantsjoekwo, Korea en Taiwan aan het bekertoernooi deelnemen.

## Opzet
De competitie staat open voor alle voetbalteams in Japan. Sinds de oprichting van de J-League in 1992 zijn het vooral de professionele voetbalploegen die domineren in de beker, ook al was de Funabashi Municipal High School in 2003 dicht bij een stunt toen het de toenmalige kampioen Yokohama F. Marinos tot een strafschoppenserie dwong.
De bekerwinnaar kwalificeert zich voor de eerst volgende editie van de AFC Champions League.

## Finales

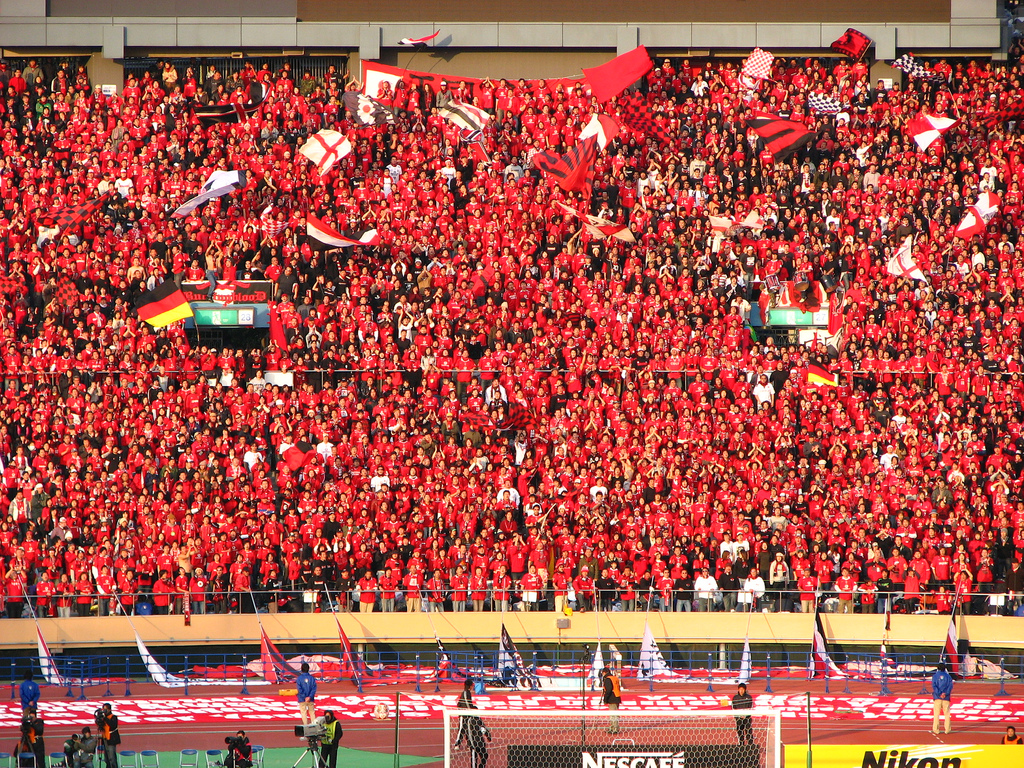
Publiek tijdens de finale tussen Urawa Red Diamonds en Gamba Osaka op 1 januari 2007

De finale van de Emperor's Cup wordt in Japan gezien als de afsluiting van het voetbalseizoen en werd van 1969 tot en met 2017 op Nieuwjaarsdag gespeeld.  Voorbeeld: de finale van het seizoen 1969 werd gespeeld op 1 januari 1970, etcetera. Vanaf het seizoen 2018 is hiervan afgeweken. De finale van 2018 werd gespeeld op 9 december van dat jaar, die van 2020 nog een keer op 1 januari, en vervolgens die van 2021 op 19 december, 2022 op 16 oktober, 2023 op 9 december en 2024 op 23 november.
Vanaf 1967 werd de wedstrijd steevast in het Olympisch stadion van Tokio gespeeld tot dit werd afgebroken in 2015. Vanaf 2020, met de Emperor's Cup 2019, werd de traditie hernomen in het Nieuw Olympisch Stadion. De finale van 2022 vond in het Nissanstadion te Yokohama plaats.
| Jaar                                                | Winnaar                                                          | Uitslag                                                          | Finalist                                                         |
| --------------------------------------------------- | ---------------------------------------------------------------- | ---------------------------------------------------------------- | ---------------------------------------------------------------- |
| 1921                                                | Tokio Shūkyū-dan                                                 | 1-0                                                              | Mikage Shūkyū-dan (Kobe)                                         |
| 1922                                                | Nagoya Shūkyū-dan                                                | 1-0                                                              | Hiroshima Koto-shihan                                            |
| 1923                                                | Astra Club (Tokio)                                               | 2-1                                                              | Nagoya Shūkyū-dan                                                |
| 1924                                                | Ri-jo Club (Hiroshima)                                           | 4-1                                                              | Mikage Shihan Club (Kobe)                                        |
| 1925                                                | Ri-jo Shūkyū-dan (Hiroshima)                                     | 3-0                                                              | Keizerlijke universiteit van Tokio                               |
| 1926                                                | niet gespeeld in verband met het overlijden van keizer Yoshihito | niet gespeeld in verband met het overlijden van keizer Yoshihito | niet gespeeld in verband met het overlijden van keizer Yoshihito |
| 1927                                                | Kobe-Ichi Junior Highschool Club                                 | 2-0                                                              | Rijo Shūkyū-dan                                                  |
| 1928                                                | Waseda-universiteit                                              | 6-1                                                              | Keizerlijke universiteit van Kioto                               |
| 1929                                                | Kwangaku Club (Kobe)                                             | 3-0                                                              | Hosei universiteit (Tokio)                                       |
| 1930                                                | Kwangaku Club                                                    | 3-0                                                              | Universiteit van Keio                                            |
| 1931                                                | Keizerlijke universiteit van Tokio                               | 5-1                                                              | Kobun Junior Highschool (Taiwan)                                 |
| 1932                                                | Keio Club                                                        | 5-1                                                              | Yoshino Club (Aichi)                                             |
| 1933                                                | Tokio Old Boys Club                                              | 4-1                                                              | Sendai FC                                                        |
| 1934                                                | niet gespeeld in verband met de Verre Oosten Spelen in Manilla   | niet gespeeld in verband met de Verre Oosten Spelen in Manilla   | niet gespeeld in verband met de Verre Oosten Spelen in Manilla   |
| 1935                                                | Seoel Shūkyū-dan (Korea)                                         | 2-0                                                              | Bunri universiteit (Tokio)                                       |
| 1936                                                | Universiteit van Keio                                            | 3-2                                                              | Poseung College (Korea)                                          |
| 1937                                                | Universiteit van Keio                                            | 3-0                                                              | Shogyo universiteit (Kobe)                                       |
| 1938                                                | Waseda-universiteit                                              | 4-1                                                              | Universiteit van Keio                                            |
| 1939                                                | Universiteit van Keio                                            | 3-2 nv                                                           | Waseda-universiteit                                              |
| 1940                                                | Universiteit van Keio                                            | 1-0                                                              | Waseda-universiteit                                              |
| 1941-1945 niet gespeeld in verband met WOII         |                                                                  |                                                                  |                                                                  |
| 1946                                                | Universiteit van Tokio                                           | 6-2                                                              | Keizai universiteit (Kobe)                                       |
| 1947-1948 niet gespeeld in verband met nasleep WOII |                                                                  |                                                                  |                                                                  |
| 1949                                                | Universiteit van Tokio                                           | 5-2                                                              | Kanzai universiteit (Kobe)                                       |
| 1950                                                | All Kwangaku                                                     | 6-1                                                              | Universiteit van Keio                                            |
| 1951                                                | Universiteit van Keio                                            | 3-2 nv                                                           | Osaka Club                                                       |
| 1952                                                | All Keio                                                         | 6-2                                                              | Osaka Club                                                       |
| 1953                                                | Kwangaku Club                                                    | 5-4 nv                                                           | Osaka Club                                                       |
| 1954                                                | Universiteit van Keio                                            | 5-3 nv                                                           | Toyo industrie                                                   |
| 1955                                                | Kwangaku Club                                                    | 4-3                                                              | Chuo universiteit                                                |
| 1956                                                | Universiteit van Keio                                            | 4-2                                                              | Yawata Steel SC                                                  |
| 1957                                                | Chuo universiteit (Tokio)                                        | 2-1                                                              | Toyo industrie                                                   |
| 1958                                                | Kwangaku Club                                                    | 2-1                                                              | Yawata Steel SC                                                  |
| 1959                                                | Kwangaku Club                                                    | 1-0                                                              | Chuo universiteit                                                |
| 1960                                                | Furukawa Electric                                                | 4-0                                                              | Universiteit van Keio                                            |
| 1961                                                | Furukawa Electric                                                | 3-2                                                              | Chuo universiteit                                                |
| 1962                                                | Chuo universiteit                                                | 2-1                                                              | Furukawa Electric                                                |
| 1963                                                | Waseda-universiteit                                              | 2-1                                                              | Hitachi SC                                                       |
| 1964                                                | Furukawa Electric Yawata Steel SC (Kitakyushu)                   | 0-0 nv                                                           | gedeelde titel                                                   |
| 1965                                                | Toyo industrie (Hiroshima)                                       | 3-2                                                              | Yawata Steel SC                                                  |
| 1966                                                | Waseda-universiteit                                              | 3-2 nv                                                           | Toyo industrie                                                   |
| 1967                                                | Toyo industrie                                                   | 1-0                                                              | Mitshubishi industrie                                            |
| 1968                                                | Yanmar Diesel                                                    | 1-0                                                              | Mitshubishi industrie                                            |
| 1969                                                | Toyo industrie                                                   | 4-1                                                              | Rikkyo universiteit (Ikebukuro, Tokio)                           |
| 1970                                                | Yanmar Diesel                                                    | 2-1 nv                                                           | Toyo industrie                                                   |
| 1971                                                | Mitshubishi industrie (Saitama)                                  | 3-1                                                              | Yanmar Diesel                                                    |
| 1972                                                | Hitachi SC (Koganei, Tokio)                                      | 2-1                                                              | Yanmar Diesel                                                    |
| 1973                                                | Mitshubishi industrie                                            | 2-1                                                              | Hitachi SC                                                       |
| 1974                                                | Yanmar Diesel                                                    | 2-1                                                              | Eidai industrie                                                  |
| 1975                                                | Hitachi SC                                                       | 2-0                                                              | Fujita industrie                                                 |
| 1976                                                | Furukawa Electric                                                | 4-1                                                              | Yanmar Diesel                                                    |
| 1977                                                | Fujita industrie                                                 | 4-1                                                              | Yanmar Diesel                                                    |
| 1978                                                | Mitshubishi industrie                                            | 1-0                                                              | Toyo industrie                                                   |
| 1979                                                | Fujita industrie                                                 | 2-1                                                              | Mitshubishi industrie                                            |
| 1980                                                | Mitshubishi industrie                                            | 1-0                                                              | Tanabe farmacie                                                  |
| 1981                                                | NKK FC                                                           | 2-0                                                              | Yomiuri Club                                                     |
| 1982                                                | Yamaha Motor co.                                                 | 1-0 nv                                                           | Fujita industrie                                                 |
| 1983                                                | Nissan Motor co.                                                 | 2-0                                                              | Yanmar Diesel                                                    |
| 1984                                                | Yomiuri Club                                                     | 2-0                                                              | Furukawa Electric                                                |
| 1985                                                | Nissan SC                                                        | 2-0                                                              | Fujita industrie                                                 |
| 1986                                                | Yomiuri Club                                                     | 2-1                                                              | NKK FC                                                           |
| 1987                                                | Yomiuri Club                                                     | 2-0                                                              | Mazda SC                                                         |
| 1988                                                | Nissan SC                                                        | 3-1 nv                                                           | Fujita industrie                                                 |
| 1989                                                | Nissan SC                                                        | 3-2                                                              | Yamaha SC                                                        |
| 1990                                                | Matsuhita Electronica                                            | 0-0 ns (4-3)                                                     | Nissan SC                                                        |
| 1991                                                | Nissan SC                                                        | 4-1 nv                                                           | Yomiuri Club                                                     |
| 1992                                                | Yokohama Marinos                                                 | 2-1 nv                                                           | Verdy Kawasaki                                                   |
| 1993                                                | Yokohama Flügels                                                 | 6-2 nv                                                           | Kashima Antlers                                                  |
| 1994                                                | Bellmare Hiratsuka                                               | 2-0                                                              | Cerezo Osaka                                                     |
| 1995                                                | Nagoya Grampus Eight                                             | 3-0                                                              | Sanfrecce Hiroshima                                              |
| 1996                                                | Verdy Kawasaki                                                   | 3-0                                                              | Sanfrecce Hiroshima                                              |
| 1997                                                | Kashima Antlers                                                  | 3-0                                                              | Yokohama Flügels                                                 |
| 1998                                                | Yokohama Flügels                                                 | 2-1                                                              | Shimizu S-Pulse                                                  |
| 1999                                                | Nagoya Grampus Eight                                             | 2-0                                                              | Sanfrecce Hiroshima                                              |
| 2000                                                | Kashima Antlers                                                  | 3-2 nv                                                           | Shimizu S-Pulse                                                  |
| 2001                                                | Shimizu S-Pulse                                                  | 3-2                                                              | Cerezo Osaka                                                     |
| 2002                                                | Kyoto Purple Sanga                                               | 2-1                                                              | Kashima Antlers                                                  |
| 2003                                                | Júbilo Iwata                                                     | 1-0                                                              | Cerezo Osaka                                                     |
| 2004                                                | Tokyo Verdy 1969                                                 | 2-1                                                              | Júbilo Iwata                                                     |
| 2005                                                | Urawa Red Diamonds                                               | 2-1                                                              | Shimizu S-Pulse                                                  |
| 2006                                                | Urawa Red Diamonds                                               | 1-0                                                              | Gamba Osaka                                                      |
| 2007                                                | Kashima Antlers                                                  | 2-0                                                              | Sanfrecce Hiroshima                                              |
| 2008                                                | Gamba Osaka                                                      | 1-0 nv                                                           | Kashiwa Reysol                                                   |
| 2009                                                | Gamba Osaka                                                      | 4-1                                                              | Nagoya Grampus Eight                                             |
| 2010                                                | Kashima Antlers                                                  | 2-1                                                              | Shimizu S-Pulse                                                  |
| 2011                                                | FC Tokyo                                                         | 4-2                                                              | Kyoto Sanga FC                                                   |
| 2012                                                | Kashiwa Reysol                                                   | 1-0                                                              | Gamba Osaka                                                      |
| 2013                                                | Yokohama F. Marinos                                              | 2-0                                                              | Sanfrecce Hiroshima                                              |
| 2014                                                | Gamba Osaka                                                      | 3-1                                                              | Montedio Yamagata                                                |
| 2015                                                | Gamba Osaka                                                      | 2-1                                                              | Urawa Red Diamonds                                               |
| 2016                                                | Kashima Antlers                                                  | 2-1 nv                                                           | Kawasaki Frontale                                                |
| 2017                                                | Cerezo Osaka                                                     | 2-1 nv                                                           | Yokohama F. Marinos                                              |
| 2018                                                | Urawa Red Diamonds                                               | 1-0                                                              | Vegalta Sendai                                                   |
| 2019                                                | Vissel Kobe                                                      | 2-0                                                              | Kashima Antlers                                                  |
| 2020                                                | Kawasaki Frontale                                                | 2-0                                                              | Gamba Osaka                                                      |
| 2021                                                | Urawa Red Diamonds                                               | 2-1                                                              | Oita Trinita                                                     |
| 2022                                                | Ventforet Kofu                                                   | 1-1 ns (5-4)                                                     | Sanfrecce Hiroshima                                              |
| 2023                                                | Kawasaki Frontale                                                | 0-0 ns (8-7)                                                     | Kashiwa Reysol                                                   |
| 2024                                                | Vissel Kobe                                                      | 1-0                                                              | Gamba Osaka                                                      |

J1 League · J2 League · J3 League · Japan Football League · Japanse Supercup · J-League Cup · Emperor's Cup · Suntory Championship